# Calfa, Tulcea
Calfa este un sat în comuna Topolog din județul Tulcea, Dobrogea, România.